# Eugalta mayanki
Eugalta mayanki är en stekelart som beskrevs av Gupta 1980. Eugalta mayanki ingår i släktet Eugalta och familjen brokparasitsteklar. Inga underarter finns listade i Catalogue of Life.